# マルクス・クラウディウス・マルケッルス (紀元前331年の執政官)
マルクス・クラウディウス・マルケッルス（ラテン語: Marcus Claudius Marcellus、生没年不詳）は紀元前4世紀の共和政ローマの政治家。紀元前331年に執政官（コンスル）、紀元前327年に独裁官（ディクタトル）を務めた。

## 出自
クラウディウス氏族はサビニ族を祖とするパトリキ（貴族）の名門であるが、クラウディウス・マルケッルス家はプレブス（平民）であり、マルクスはマルケッルス家最初の執政官である。父も祖父もプラエノーメン（第一名、個人名）はガイウスである。紀元前287年の執政官マルクス・クラウディウス・マルケッルスは恐らく息子と考えられ、「ローマの剣」と呼ばれた第二次ポエニ戦争の英雄マルクス・クラウディウス・マルケッルスはひ孫と思われる。

## 執政官（紀元前331年）
紀元前331年、マルケッルスは執政官に就任。同僚執政官はパトリキのガイウス・ウァレリウス・ポティトゥスであった。この年、多くのローマの著名人が病死し、その症状は類似していた。一人の女性奴隷が女たちによる毒殺であると上級アエディリスに訴え出たため調査が行われ、現場を押さえられた女性数人が自らの毒をあおって死亡し、更に多数の女性が逮捕され170人前後が有罪となった。この事件は物憑きによる凶兆と考えられ、それを浄める釘打ちの儀式のために独裁官（ディクタトル）にグナエウス・クィンクティリウス・ウァルス、騎兵長官にルキウス・ウァレリウス・ポティトゥスが任じられ、儀式後直ぐに辞職した。

## 独裁官（紀元前327年）
紀元前327年、執政官が新たに勃発した第二次サムニウム戦争に集中しており、敵地深くに侵攻した二人を呼び戻すことは国益に反するため、執政官プブリリウス・ピロをプロコンスルとして引き続きインペリウムを保持させる事が決定され、もう一人の執政官コルネリウス・レントゥルスによって、マルケッルスがケントゥリア民会開催と執政官選挙実施のための独裁官に任命された。彼はスプリウス・ポストゥミウス・アルビヌスをマギステル・エクィトゥム（騎兵長官）に指名したが、この独裁官就任はパトリキのみで構成される鳥占官（アウグル）によって瑕疵があったとされた。護民官は、この決定はプレブスであるマルケッルスが独裁官になることを阻止しようとしたものであると非難したが、このためにインテルレクス（期間5日の最高責任者）が立てられ、14人目のルキウス・アエミリウス・マメルキヌス・プリウェルナスがようやく執政官選挙を実施し、ガイウス・ポエテリウス・リボ・ウィソルスとルキウス・パピリウス・クルソルが翌紀元前326年の執政官に選出された。